# Политический список
Политический (избирательный) список представляет собой группу кандидатов на выборах, обычно встречающуюся в пропорциональных или смешанных избирательных системах, а также в некоторых мажоритарных избирательных системах. Избирательный список может быть зарегистрирован политической партией (партийным списком) или может составлять группу независимых кандидатов. Списки могут быть открытыми, и в этом случае избиратели имеют некоторое влияние на рейтинг победивших кандидатов, или закрытыми, и в этом случае порядок кандидатов фиксируется при регистрации списка.
Политические списки необходимы для систем пропорционального представительства по партийным спискам.
Политические списки составляется в соответствии с применяемыми правилами выдвижения и правилами выборов. В зависимости от типа выборов политическая партия, общее собрание или собрание правления могут избрать или назначить комитет по выдвижению кандидатов, который составит список кандидатов и, если потребуется, расставит их по приоритетам в соответствии со своими предпочтениями. Квалификация, популярность, пол, возраст, география и род занятий — предпочтения, которые могут повлиять на работу комитета. Затем предложенный комитетом список может быть изменен на отборочном собрании, на котором могут быть добавлены новые кандидаты или существующие кандидаты могут быть перемещены или удалены из списка. По завершении внутреннего процесса окончательный список публикуется. Список может быть напечатан на бюллетене для голосования, поданном избирателями на выборах, или на отдельном информационном бюллетене для избирателей.

## Замещающие списки
Когда избранный представитель освобождает свое место, случайная вакансия в системе PR по спискам обычно заполняется кандидатом с самым высоким рейтингом в списке ушедшего представителя, который ещё не был избран. По личным или партийно-стратегическим причинам этот человек может уступить место коллеге более низкого ранга.
Замещающие списки иногда используются для заполнения случайных вакансий в избирательных системах с единым передаваемым голосом. Примером могут служить выборы в Европейский парламент в Ирландии с 1984 года.